# 맥진

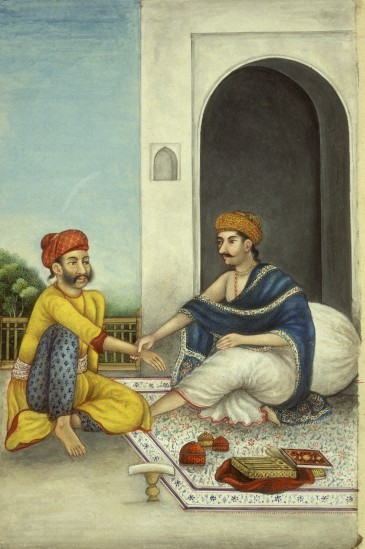

맥진(脈診) 또는 진맥(診脈)은 맥박을 진단하는 전통의학의 기법이다.
아유르베다, 중국 전통 의학, 몽골 전통 의학, 시다 의학, 티베트 전통 의학, 우나니에서 사용되는 진단 기술이다. 한때 많은 긍정적인 결과를 보여주었지만 더 이상 과학적 정당성은 없다. 그러나 연구는 계속되고 있으며 맥진에서 일부 파생된 문헌에서 잘못 정의된 경우가 있고 주관적인 편이다.